# تيه غربالي

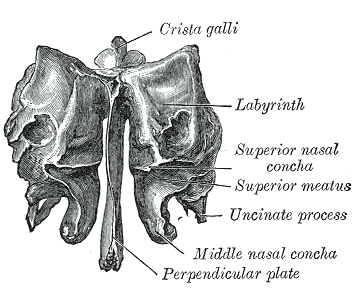
التيه الغربالي

التيه الغربالي (بالإنجليزية: Labyrinth of ethmoid)‏ وهو عبارة عن جسمين معلقين بجانبي الصفيحة المصفوية، كل منهما مثقبة بمجموعة ثقوب أي أنهما عبارة عن خلايا عظمية هوائية تسمى الخلايا الغربالية. يساهمان في تشكيل الجدار الوحشي لجوف الأنف.

## وجوه التيه الغربالي
يوصف للتيه الغربالي شكل المكعب ويكون له ستة وجوه:
- الوجه العلوي : تحتفره خلايا غربالية تقابل مثيلاتها الكائنة في الوجه السفلي لمحيط الثلمة الغربالية للجبهي، ويحوي هذا الوجه ثلمين أمامي وخلفي يمتدان من الوحشي إلى الإنسي. و يقابلان الثلمين الكائنين على الوجه السفلي لمحيط الثلمة الغربالية للجبهي، فيتحولان بذلك إلى نفقين غرباليين أمامي وخلفي ينفتحان على الجدار الإنسي للحجاج في مستوى الدرز الغربالي الجبهي ويشكلان ممرين للعصبين والأوعية الغربالية الأمامية والخلفية .
- الوجه الخلفي : يتمفصل مع الوجه الأمامي للعظم الوتدي, ويحوي خلايا غربالية.
- الوجه السفلي : وجه ضيق يحوي خلايا غربالية ويتمفصل في الأمام مع الوجه الأنفي للفكي وفي الخلف مع الناتئ الحجاجي للعظم الحنكي.
- الوجه الأمامي : يحوي خلايا غربالية ويتمفصل مع الناتئ الجبهي للفكي ومع العظم الدمعي.
- الوجه الوحشي : وجه أملس له شكل صفيحة عظمية رقيقة ورباعية تسمى الصفيحة الحجاجية (باللاتينية: Lamina orbitalis), التي تشكل قسماً من الجدار الإنسي للحجاج.
- الوجه الإنسي : وجه غير منتظم يسهم في تشكيل الجدار الوحشي لجوف الأنف وتبرز منه صفيحتان عظميتان هما: القرين الأنفي العلوي (بالإنجليزية: Superior nasal concha)‏: يقع فوق النصف الخلفي للقرين الأوسط وخلفه، وتمتد نهايته الخلفية حتى الحد الخلفي للتيه الغربالي، ويكوّن الجدار العلوي الإنسي للصماخ الأنفي العلوي Superior nasal meatus. يوجد فوق القرين وخلفه قليلاً منخفض يسمى الردب الوتدي الغربالي حيث تنفتح فوهة الجيب الوتدي.

القرين الأنفي الأوسط Middle nasal concha : ينشأ على طول الوجه الإنسي للتيه الغربالي، وتمتد نهايته الأمامية متجاوزة الحد الأمامي للتيه الغربالي فتتمفصل مع العرف الغربالي الكائن على الوجه الداخلي للناتئ الجبهي الفكي، كما تمتد نهايته الخلفية متجاوزة الحد الخلفي للتيه الغربالي فتتمفصل مع العرف الغربالي للعظم الحنكي الكائن على الوجه الإنسي للصفيحة العمودية للعظم الحنكي. يكوّن القرين الأوسط الجدار العلوي للصماخ الأنفي الأوسط Middle nasal meatus . تحت كل قرين يوجد فراغ هو الصماخ أي يوجد: صماخ علوي. صماخ أوسط. صماخ سفلي.(يتوضع تحت القرين الأنفي السفلي Inferior nasal concha والذي يعد عظم مستقل) تنفتح الجيوب الهوائية على الأصمخة السابقة الذكر.